# Judith et sa servante (Sustris)
Pour les articles homonymes, voir Judith et sa Servante.
Judith et sa Servante ou Judith est une œuvre du peintre flamand Lambert Sustris réalisée entre 1550 et 1554, à Venise, en Italie, et conservée au palais des Beaux-Arts de Lille.

## Historique
Judith et sa Servante est une peinture à l'huile sur toile de Lambert Sustris qu'il réalise entre 1550 et 1554, à Venise, en Italie. Cette œuvre du peintre flamand appartient au genre du maniérisme. C'est aussi la première œuvre du peintre acquise par Louis XIV, en 1662, auprès du banquier et collectionneur originaire de Cologne, Everhard Jabach. En 1801, le tableau est attribué par l'État au Palais des Beaux-Arts de Lille, récemment créé.

## Description
Cette peinture représente l'héroïne juive Judith tenant la tête d'Holopherne, un général assyrien, avec à ses côtés sa servante. Dans le fond, on peut apercevoir le camp des troupes du général. Le peintre tire cette scène du Livre de Judith dans l’Ancien Testament. Judith est une jeune veuve juive dont la ville, Béthulie, est attaquée par le général Holopherne et ses troupes. Pour sauver son peuple, elle séduit le général, se fait inviter dans sa tente, le fait boire, puis, lorsqu'il s'est endormi, le tue en le décapitant. C’est le moment qui suit ce meurtre que Lambert Sustris décide de représenter.

## Analyse
Contrairement à d’autres traitements du thème artistique de Judith décapitant Holopherne, Lambert Sustris met l’accent sur la grâce et non sur la tension de la jeune femme en la représentant avec des formes généreuses et un regard tourné vers le ciel. La finesse des drapées et de l'orfèvrerie accentue encore la douceur de la jeune femme. Cette dernière est donc ici féminine, avec un visage innocent ainsi qu’une carnation nacrée, elle est tout en contraste avec ce qui vient d’arriver. En contraste aussi avec cette servante âgée au teint terne tenant le sac ouvert qui va recevoir la tête d’Holopherne. Si ce contraste est mis en scène par le peintre c’est pour souligner la double lecture qu’on peut avoir de Judith qui est à la fois, pour les habitants de Béthulie, une héroïne et, pour les assyriens, une meurtrière.
Cette peinture est une œuvre appartenant au genre du maniérisme. Ce dernier se caractérise par la représentation de corps étirés, déformés, en torsion (dessinant un S), les proportions des corps se rapprochant de celles des statues. À cet égard, la pose de Judith, mettant la tête d'Holopherne dans un sac tout en levant la tête, peut être rapprochée des poses de personnages d’autres œuvres du genre. Elle garde par ailleurs une pose élégante et raffinée malgré le meurtre qu’elle vient de commettre. L’artiste s’éloigne alors de l’imitation de la nature pour se rapprocher de la sophistication et du raffinement caractéristiques de la peinture maniériste. Le maniérisme se focalise aussi sur l’émotion, la sensation et donc l’intensité des expressions, comme sur le visage de Judith, doux et innocent, ou de sa servante, sombre et les yeux baissés. Le maniérisme se caractérise enfin par une virtuosité, une recherche de la perfection qui transparaît dans le travail d’orfèvre de l'artiste dont témoigne ici la finesse avec laquelle Lambert Sustris peint les drapés des vêtements des personnages et les bijoux de Judith.